# Chorochoryn
Chorochoryn (ukr. Хорохорин) – wieś położona na Ukrainie, w rejonie łuckim, w obwodzie wołyńskim, w 2001 r. liczyła 666 mieszkańców.